# 교토 국립박물관

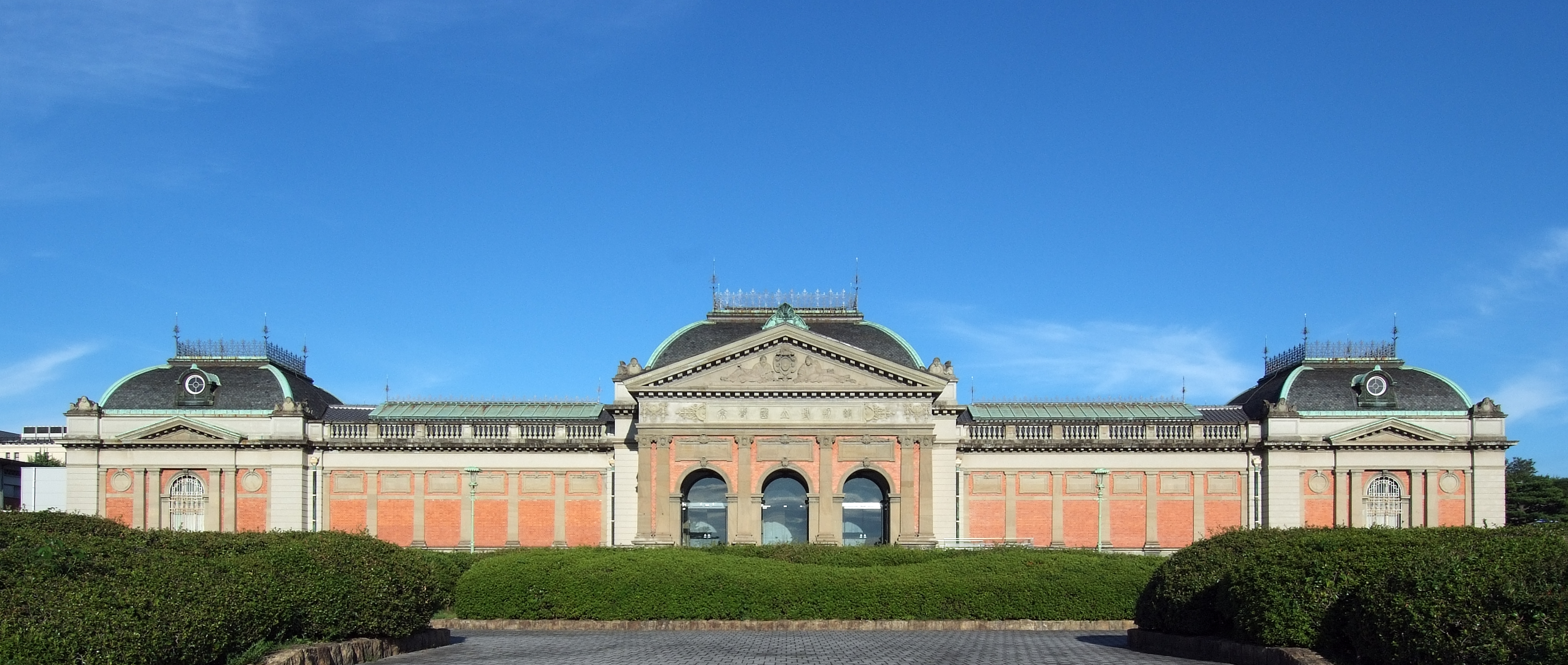
교토 국립박물관

교토 국립박물관(일본어: 京都国立博物館)은 일본 교토에 위치한 국립박물관이다. 1897년 5월에 개관하였으며, '독립행정법인 국립문화재기구'가 운영하고 있다. 주로 헤이안 시대부터 에도 시대에 만들어진 교토의 문화재를 수집, 보관, 전시하고 있다. 상설 전시 외에도 특별 전시회가 한 해에 한 두차례씩 열리고 있다.
소장품 중에서는 국보 27점, 중요 문화재 181점이 전시되고 있다. 그리고 박물관 건물 자체도 본관과 정문이 구 제국교토박물관이라는 이름으로 1969년에 문화재 지정이 되었다.

## 역사

### 박물관의 조성

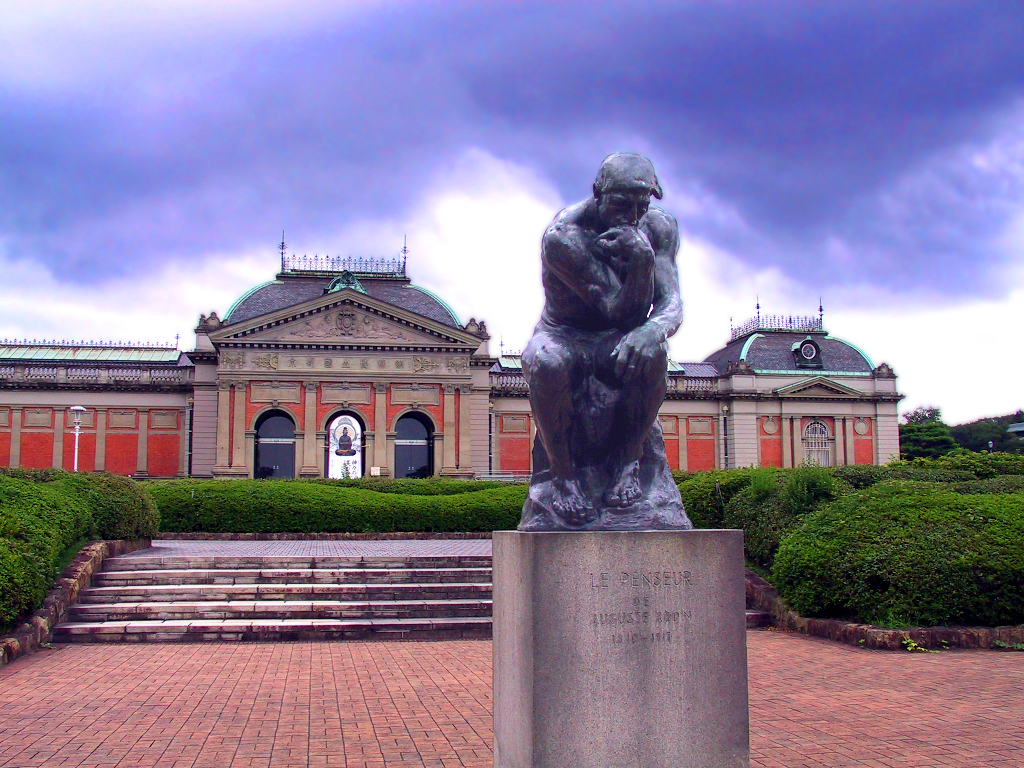
구 본관과 그 앞에 설치된 〈생각하는 사람〉

1888년 일본 궁내성에 '임시전국보물취조국'(臨時全国宝物取調局)이라는 부서가 설치되어, 일본 전역의 신사나 절에 있는 문화재의 전수조사가 이루어졌다. 그 결과 교토와 나라 지역은 문화재들이 특히나 집중되어 있어, 이들을 수장 및 보관해둘 시설을 정비하는 일이 시급했다. 이에 따라 일본 정부는 교토·나라 지역에 국립박물관을 설치하기로 하였다. 당시 일본에는 도쿄에 '도쿄박물관' (1872년 설립, 도쿄국립박물관의 전신)이 세워져 있었던 상태였는데, 1889년 5월 궁내부대신의 통지로 도쿄박물관을 '제국박물관'(帝国博物館)으로 개명하는 동시에, '제국교토박물관'(帝国京都博物館)과 '제국나라박물관'(帝国奈良博物館)을 둔다는 관제가 시행되었다. 여기서 제국교토박물관이 지금의 교토국립박물관으로 이어져 온 것이다.
초대 박물관장은 모리모토 코주(森本後凋)였으나 박물관 개관을 준비하던 시기에만 재임하였기에 실질적인 초대 관장은 1894년 2월 취임한 야마타카 노부아키라(山高信離)였다. 1890년에는 박물관의 부지를 지금의 히가시야마니치조(東山七条) 일대로 결정하였다. 이 땅은 본래 만덕사(方広寺, 호코지)의 경내에 해당되던 땅으로, 1890년 당시 전체 부지 중 동쪽 절반은 민간 사유지, 서쪽 절반은 황실 소유지로서 옛 교메이궁(恭明宮)이 있던 자리였다.
지금은 본관으로 불리는 박물관 건물은 일본의 근대 건축가 가타야마 도쿠마(片山東能)가 설계한 것으로, 프랑스식 르네상스와 바로크 양식으로 꾸며진 벽돌로 지은 단층 건물이다. 가타야마는 아카사카 영빈관과 나라 국립박물관, 도쿄 국립박물관 효케이관 설계에도 참여한 경력이 있다. 당초 본관은 3층 건물로 계획되었지만 1891년 발생한 미노-오와리 지진으로 2층 벽돌건물에 피해가 집중됐다는 점을 이유로 단층 구조로 변경되었다. 공사는 1892년 6월 착공하여 1895년 10월에 준공하였으며, 모든 단장을 마친 뒤 박물관이 개관한 것은 1897년 5월이었다.
한편 교토에는 제국교토박물관 개관 이전에도 교토부에서 설립한 '부영' 박물관이 있었다. 교토부영박물관(京都府営博物館)은 1875년 교토 어소의 고메구라실(御米倉)에 설치되었고, 이듬해 1876년 가와라마치 니조아랫길(二条下ル)에 위치한 부립권업장(府立勧業場)으로 자리를 옮겨왔다가 1883년에 폐관하였다. 이때 부영박물관 소장품 천여 점은 제국교토박물관에 그대로 이관되었는데, 머지않아 일본 중요문화재로 지정된 '동조부동명왕입상'(銅造不動明王立像), 무용도소병풍(舞踊図小屏風) 등이 여기에 속한다.

### 개관 이후
1900년 6월 제국교토박물관, 제국나라박물관은 각각 교토제실박물관(京都帝室博物館)과 나라제실박물관(奈良帝室博物館)으로 개명되어, 도쿄 제국박물관장이 관할하게 되었다. 1924년에는 히로히토 황태자(쇼와 천황)의 혼사를 기념해 교토제실박물관의 소관이 궁내성에서 교토시로 넘어가고, 은사교토박물관(恩賜京都博物館)으로 이름을 다시 바꿨다. 전쟁 후인 1947년 도쿄제실박물관과 나라제실박물관은 관할부처가 궁내성에서 문부성으로 넘어가 그 외부기관인 문화재보호위원회(文化財保護委員会)의 부속 기관이 되었지만, 은사교토박물관은 계속해서 교토시 소관을 유지하였다. 다만 머지않아 교토의 박물관도 국립박물관으로 되돌리자는 목소리가 높아지면서 1947년 4월에 국립으로 전환, 명칭은 지금의 '교토국립박물관'이 되었다.
국립박물관으로 되돌아갈 당시 박물관 부지와 건물, 소장품 등은 교토시 소유에서 국가 소유로 전환되었으나, 일본 중요문화재와 중요미술품으로 지정된 7점은 계속해서 교토시 소유로 남았다. 그 작품의 목록은 다음과 같았다.
- 목조지장보살입상 (木造地蔵菩薩立像, 중요문화재)
- 동조부동명왕입상 (銅造不動明王立像, 중요문화재)
- 다보천불석산 (多宝千仏石幢, 중요문화재) - 이후 국가 소유로 넘어갔으며 지금은 규슈 국립박물관에 소장되어 있다.
- <모시정의> (毛詩正義, 중요문화재)
- 무용도소병풍 (舞踊図小屏風, 중요미술품) - 현 중요문화재
- 송간찬도호주상서 (宋刊纂図互註尚書, 중요미술품) - 현 중요문화재
- 송간신편한원신서후집 (宋刊新編翰苑新書後集, 중요미술품

국립박물관으로 재전환하기 이전에는 교토 지역 위주의 사찰 등으로부터 문화재를 기탁받아 전시해왔기에, 문화재 구입을 위한 자체 예산은 편성하지 않고 기탁과 기증이 이루어지기만을 기다리던 상황이었다. 국립박물관 이관 당시 문화재 분류 현황은 기탁품 2,501점, 관유열품(館有列品) 831점, 그밖에 참고품 486점, 도서 7,287권, 사진 5,510장이었다. 국립 이관 이후에는 소장품 구입을 위한 자체 예산이 배정되면서, 문화재보호위원회(지금의 일본 문화청) 차원에서 구입해 국유화된 문화재를 관리전환하여 소장품에 더하는 체계가 갖춰졌다.
이처럼 문화재보호위원회의 소관하에 운영되어오던 교토 국립박물관은 1968년 일본 문화청 신설과 함께 부속 기관이 되었다. 2001년에는 일본 중앙부처 개편으로 독립행정법인 제도가 시행되면서 '독립행정법인 국립박물관', 2007년부터는 이름을 바꿔 '독립행정법인 국립문화재기구'(独立行政法人国立文化財機構)가 운영하는 박물관이 되었다.

## 구성
교토 국립박물관의 전시관은 궁내성 소속 건축가 가타야마 도쿠마의 설계로 지어진 옛 본관인 '메이지 고도관'(明治古都館)과 2013년에 완공된 신 본관인 '헤이세이 지신관'(平成知新館)으로 나뉜다. 현재 상설 전시는 헤이세이 지신관에서, 특별 전시는 메이지 고도관에서 이뤄지고 있다. 이 중에서 메이지 고도관과 그 정문 등은 1969년 '구 제국교토박물관'(旧帝国京都博物館)이란 이름으로 일본 중요문화재로 등록되어 있으며, 기술자료참고관(技術資料参考館, 옛 은사교토박물관의 수장고)도 2008년 일본 국가등록유형문화재로 등록되었다.
한때 지금의 헤이세이 지신관 위치에는 1965년 완공되었던 신관(新館) 건물이 있었다. 교토대학 명예교수였던 모리타 게이이치(森田慶一)가 설계한 건물로서 상설 전시관으로 쓰였다. 완공 이후 40여년간 자리를 지켜오다 철거되고, 그 자리에 2009년 1월 31일부터 헤이세이 지신관 신설공사에 들어가 2013년 8월에 완공되었다. 헤이세이 지신관의 설계는 일본의 건축가 다니구치 요시오(谷口吉生)가 맡았다. 약 5년간 이어진 철거와 신설 공사로 한동안 교토 국립박물관의 상설 전시는 중단되고 특별 전시만 진행하다가, 헤이세이 지신관 완공 이후 재개관 준비를 거쳐 2014년 9월 13일부로 상설 전시를 재개하였다.
교토 국립박물관 야외에는 두 가지 중요한 작품이 전시되어 있다. 하나는 오귀스트 로댕의 대표작인 <생각하는 사람>으로, 정문과 옛 본관을 따라 이어지는 길에 위치해 있다. 지난 1950년 개인 소장가로부터 기탁받고 1956년에 국유화된 것이다. 다른 하나는 <마정십삼중석탑> (馬町十三重石塔)으로 일본 가마쿠라 시대에 제작된 두 개의 탑이다. 두 탑 중 하나는 '에이닌 3년' (1295년)이라는 연대가 새겨져 있으며, 현재 구내 북서부에 있는 레스토랑 쪽에 위치해 있다.
- 메이지 고도관 (옛 본관) - 가타야마 도쿠마 설계, 1895년 준공, 일본 중요문화재
- 헤이세이 지신관 - 다니구치 요시오 설계, 2013년 준공
- 정문 - 가타야마 도쿠마 설계, 1895년 준공, 일본 중요문화재
- 남문 - 다니구치 요시오 설계, 2001년 준공
- 사무청사
- 자료동
- 관리동
- 문화재보존수리소
- 기술자료 참고관 - 1930년 준공, 일본 등록유형문화재
- 동쪽 수장고와 북쪽 수장고
- 다실 '간안' (堪庵)

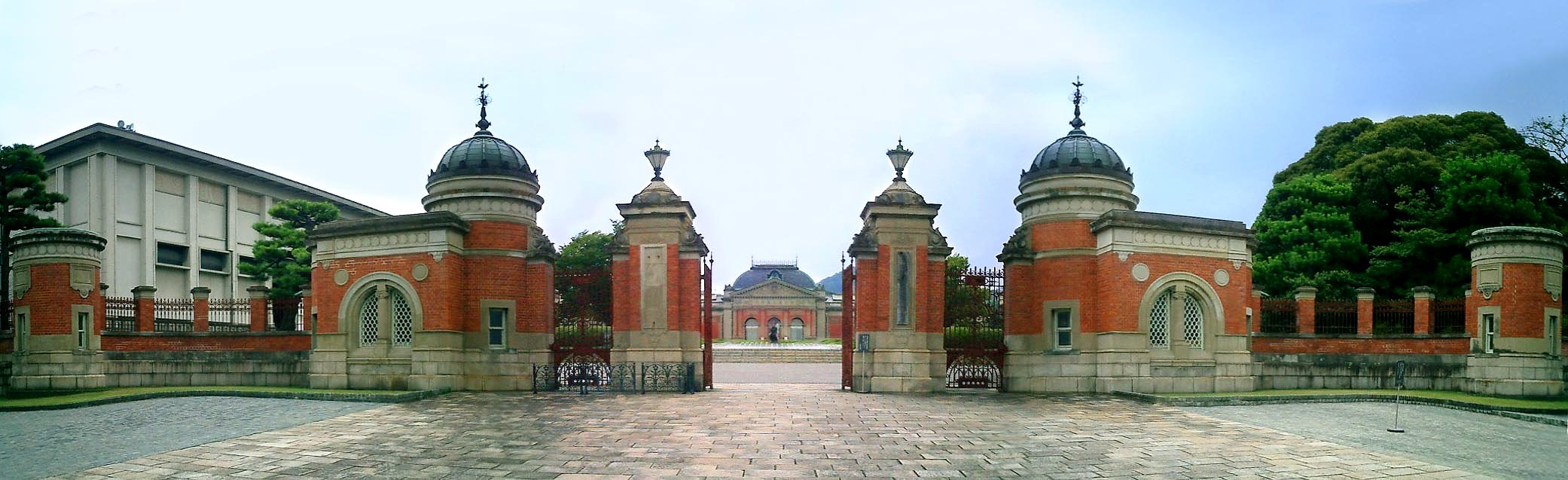
정문
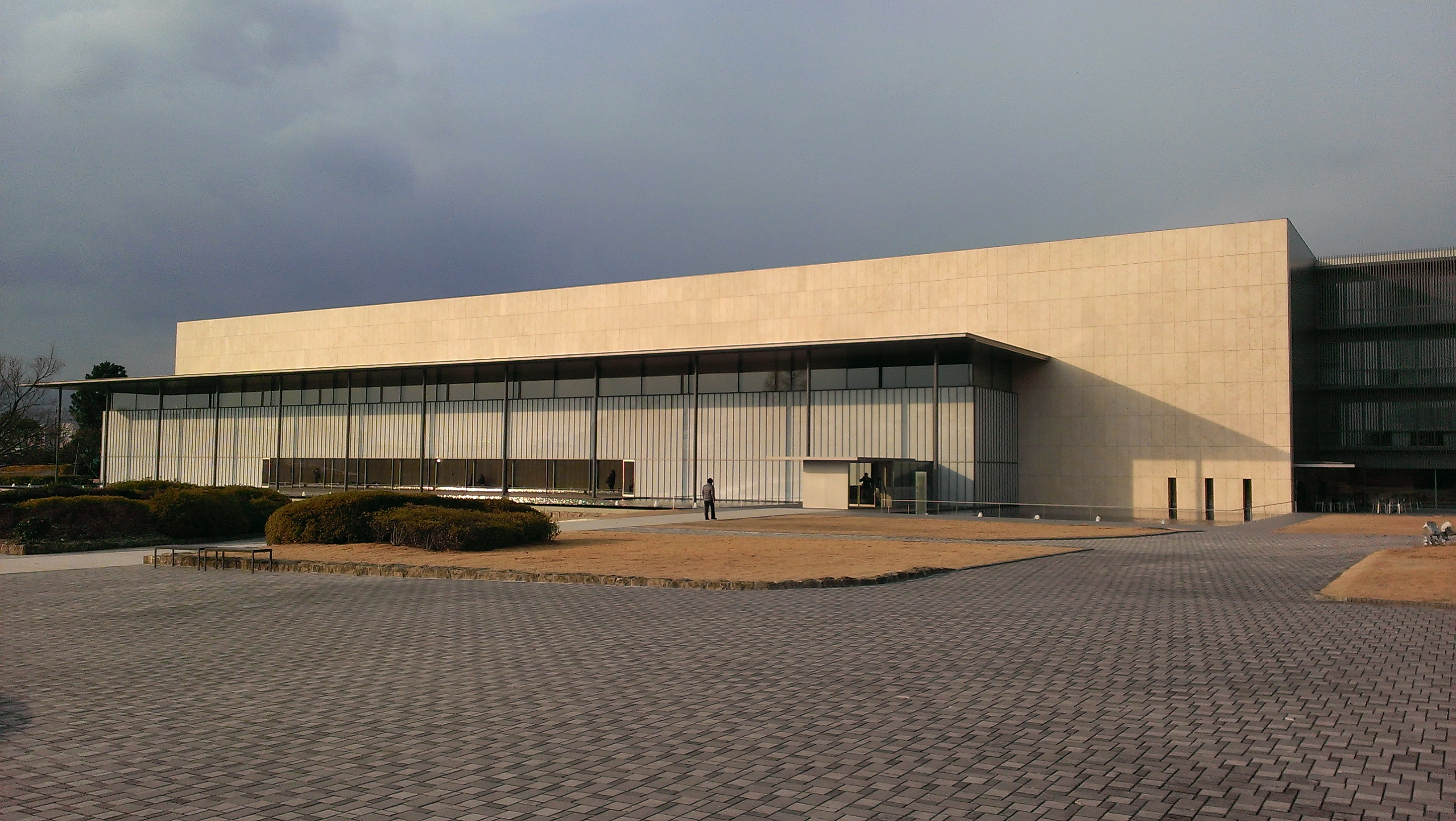
헤이세이 지신관
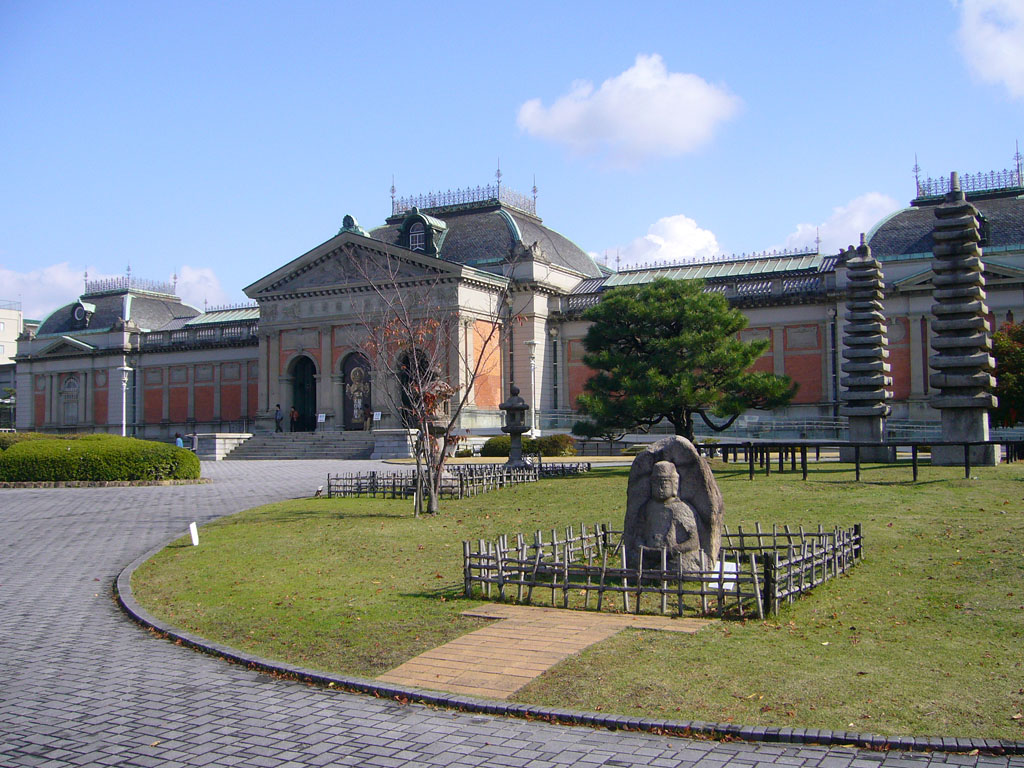
메이지 고도관 (옛 본관)

## 같이 보기
- 도쿄 국립박물관
- 나라 국립박물관